# Wilhelm Törsleff
Oskar Ferald Wilhelm Törsleff (* 26. November 1906 in Stockholm; † 18. Januar 1998 ebenda) war ein schwedischer Segler.

## Erfolge
Wilhelm Törsleff, der Mitglied im Kungliga Svenska Segelsällskapet war, gewann bei den Olympischen Spielen 1928 in Amsterdam in der 8-Meter-Klasse die Bronzemedaille. Er war Crewmitglied der Sylvia, die in sieben Wettfahrten zwei Siege einfuhr und damit hinter dem französischen Boot L’Aile VI und den Niederländern auf der Hollandia Dritte wurde. Die Schweden wurden mit der Sylvia zwar ebenso wie die Niederländer zweimal Erste und erreichten wie die Hollandia auch zweimal den zweiten Platz, ausschlaggebend für die Platzierung war aber letztlich die Anzahl der dritten Plätze, die sich bei der Hollandia auf dreimal belief, bei der Sylvia dagegen nur auf einmal. Zur Crew der von Skipper Clarence Hammar angeführten Sylvia gehörten außerdem Tore Holm, John Sandblom und dessen Söhne Philip und Carl Sandblom.
Im Drachen gewann er mehrere schwedische Meisterschaften.